# Borovan Knoll
Der Borovan Knoll (englisch; bulgarisch Борованска могила Borowanska mogila) ist ein 878 m hoher Hügel auf der Trinity-Halbinsel im Grahamland der Antarktischen Halbinsel. Er ragt 1,85 km ostsüdöstlich des Dragor Hill und 3,88 km südsüdöstlich des Almond Point am Westufer der Lindblad Cove auf.
Deutsche und britische Wissenschaftler kartierten ihn 1996 gemeinsam. Die bulgarische Kommission für Antarktische Geographische Namen benannte ihn 2010 nach der Ortschaft Borowan im Nordwesten Bulgariens.